# Visione di sant'Elena
La Visione di sant'Elena è un dipinto di Paolo Veronese, realizzato ad olio su tela intorno al 1580 e conservato presso la Pinacoteca vaticana.

## Descrizione
L'opera, di cui esiste anche un'altra versione, è un chiaro esempio dello stile del Veronese. Il soggetto del dipinto è Sant'Elena Imperatrice, madre dell'imperatore Costantino, ritratta nel momento in cui ha la visione della croce di Cristo e la rivelazione della sua ubicazione esatta. Difatti, secondo la leggenda, in seguito alla visione Elena partirà per la Terra Santa e sarà responsabile del ritrovamento della Vera Croce, di cui porterà con sé dei frammenti.
Veronese sceglie di raffigurare Elena addormentata, vestita con abbigliamento sontuoso e circondata da un ambiente riccamente decorato. Davanti ad Elena si trova un putto che le mostra proprio la croce. Tale rappresentazione particolarmente laica, che caratterizza varie opere sacre di Veronese, mal si conciliava con i soggetti religiosi e per questo l'artista fu addirittura processato.